# Care Bears: Adventures in Care-a-lot
Care Bears: Adventures in Care-a-lot (titulada Ositos cariñositos: aventuras en Quiéreme Mucho en Hispanoamérica y Los osos amorosos: aventuras en Mucho Mimo en España) es una serie animada producida por SD Entertainment y American Greetings. La serie fue estrenada en los Estados Unidos el 15 de septiembre de 2007. En la franquicia Care Bears, es la continuación de Ositos Cariñositos: La historia de Revoltosito y la predecesora de Ositos Cariñositos al rescate. En España, la serie fue estrenada en Playhouse Disney el 23 de agosto de 2009, mientras que en Hispanoamérica, la serie fue estrenada en Playhouse Disney el 21 de septiembre de 2010.

## Protagonistas
- Alegrosita (con la voz de Tabitha St. Germain): Es una osita de color rosa, su peinado es una cola de caballo con un moño multicolor. Su insignia (imagen que la mayoría de los personajes llevan en su panza y les otorgan poderes especiales) consiste en un arcoíris. Es optimista, extrovertida e inteligente. Es un personaje algo "maternal" para los demás ositos y también parece ser la "doctora", (como se ve en los episodios de "El Rey Gruñosito" y "Burbujas").
  -      Rosa
- Generosita (con la voz de Tracey Moore): Es una osita de color lavanda, su peinado son tres rulos con dos bolitas color rosa claro. Su insignia consiste en dos paletas cruzadas como una "X". Tiene una actitud inocente, ingenua y es un poco torpe. Cultiva flores en el jardín de su casa, y la mayor parte de las veces lleva una bolsa llena de caramelos para compartir con sus mejores amigos y compañeros.
  -      Lavanda
- Gruñosito (con la voz de Scott McNeil): Es un osito de color azul. Es gruñón, enojado, trabajador y pasivo. Su insignia consiste en una nube oscura con gotas de lluvia y corazones. También es un excelente inventor y responsable de la creación de artilugios y aparatos destinados a hacer mejor la vida de los demás ositos, Cada vez que Revoltosito provoca accidentes que lo dañan a él o a sus propiedades, grita frases como: "¡Nubes tormentosas!" o "¡Tuercas retorcidas!".
  -      Azul
- Revoltosito (con la voz de Ashleigh Ball): Es un osito de color verde y a diferencia de los demás, carece de insignia, por lo que en general se dibuja una imagen acorde a sus sentimientos. No es raro encontrárselo por las calles de Quiéreme Mucho tropezando, porque es torpe y propenso a los accidentes. La mayoría de las veces dice "¡Oh-oh!" al haber terminado de destruir algún invento de Gruñosito, (como se ve en el episodio de "Ola de calor").
  -      Verde
- Divertosito (con la voz de Ian James Corlett): Es un osito de color amarillo. Es alegre, divertido y activo. Una vez que se engancha con una idea, rara vez la deja ir (como se ve en los episodios de "Cuidadosito" y "La pradera del color"). Esto sería lo que a veces lo mete en problemas. Su insignia consiste en un sol brillante. También lleva una gorrita roja de béisbol.
  -      Amarillo
- Tuercas (con la voz de Nathan Wallace): Es un robot originalmente construido por Ronco como asistente pero que al final de la película "La historia de Revoltosito" deserta y se pasa al lado de los ositos. Vive con Revoltosito y suele acompañarlo cuando no está ocupado ayudando a Gruñosito o jugando con Divertosito.

## Secundarios
- Armoniosita (con la voz de Andrea Libman): Es una osita de color violeta. Siempre lleva puesta una diadema de color rosa con una flor con pétalos de colores (rara vez se la ve sin ella). Su insignia es una flor con pétalos de colores (similar a la de su diadema) ella parece tener un instinto deportivo ya que casi se la ve jugando fútbol o haciendo actividades deportivas. Ella tiene una hermosa voz para cantar, sin embargo en una ocasión hizo que la fama le subiera la cabeza volviéndose una presumida y algo engreída. (como se mostró en el episodio "Armoniosita en Concierto"). Aunque al final ella se disculpa. Ella tenía un caso de nervios porque a ella le asusta el día de las sorpresas (una parodia del día de las bromas) Aunque al final supera su temor. Ella es la osita cariñosita secundaria con más relevancia y recurrencia en la serie.
  -      Violeta
- Amorosita (con la voz de Terri Hawkes): Es una osita de color fucsia con una cola de caballo, su insignia son dos corazones. Ella es amable, cariñosa y su mejor amiga es Alegrosita en un episodio era el día de su cumpleaños, algo característico en ella es que cuando alguien le hace un cumplido ella siempre dice "¡Oh que amoroso!" cuando alguien hace algo mal con ella suele decir "...Eso no es amoroso".
  -      Fucsia
- Dormilonsito (con la voz de Richard Ian Cox): Es un osito de color celeste con un gorro para dormir puesto y unas pantuflas (en la segunda película se revela que sus pantuflas están vivas ya que una de ellas le da un silbido) y en ocasiones cargando una lámpara. Su insignia es una luna con un gorro para dormir. Como su nombre lo indica es un osito muy dormilón, característico de él y no es inusual verlo dormido de vez en cuando. La razón de esto es debido a que su labor es salvaguardar las noches, asegurándose de que todos duerman bien y sin pesadillas por lo tanto su horario de dormir y despertar son inversos a diferencia del resto de ositos. Curiosamente Dormilonsito tiene protagonismo en las películas pero en la serie tiene participación secundaria.
  -      Celeste

- Tiernosito (con la voz de Matt Hill): Es un osito de color anaranjado. Su insignia es un corazón y es el mejor amigo de Divertosito. Ellos siempre juegan fútbol todo el tiempo.
  -      Anaranjado

- Sorpreosita (con la voz de Kelly Sheridan): Es una osita de color morada que lleva puesta una cola de caballo, su insignia es una caja de sorpresa. Es una osita fiestera y animada que le gusta sorprender a todos. Es hiperactiva y alegre.
  -      Morada
- Sincerosita (con la voz de Stevie Vallance): Es una osita de color rosa. Tiene una cola de caballo. Su insignia es un corazón con 5 triángulos a su alrededor formando una estrella. Es muy tímida e introvertida. En el episodio El Gran Viaje de Sincerosita, ésta tiene un gran tropiezo provocando la burla de los demás ositos pero al final terminan disculpándose con ella. Suele ser más o menos recurrente en toda la serie. 
  -      Rosa
- Amigosito (con la voz de Samuel Vincent): Es un osito de color bermellón. Su insignia es una espiral en su centro rodeado de 5 corazones. Tiene una actitud amistosa con todos los demás ositos. Posee un carrito de helados el cual vende helados (Aunque durante la serie no se ve el concepto de moneda o dinero). Tiene un característico acento similar al Mexicano. En la versión inglesa, a este se le suele oír palabras del Español, también con acento Mexicano. 
  -      Anaranjado
- Suerteosito (con la voz de Samuel Vincent): Es un osito de color verde. Su insignia es un trébol de cuatro hojas, simbolizando la suerte.  
  -      Verde
- Campeonosito: Es un osito con un color azul regio. Su insignia es un trofeo con una estrella roja en su centro. Este no suele ser muy recurrente durante toda la serie. 
  -      Azul
- Mejoramigosita (con la voz de Brittney Wilson): Es una osita de color morada. Su insignia es una estrella, un arcoíris arqueado y un corazón. Suele ser bastante amigable con todos, aunque ésta también es poco recurrente en la serie.
  -      Morada
- Deseosita (con la voz de Chiara Zanni): Es una osita de color turquesa. Su insignia es un estrella fugaz con otras tres estrellas.
  -      Turquesa
- Amigosita (con la voz de Shannon Chan-Kent): Es una osita de color ámbar. Su insignia son dos flores.
  -      Naranja
- Risueñosita: Es una osita de color naranja, Su insignia es una estrella con dos corazones, Ella es la osita que hace reir a los demás ositos contándoles Chistes graciosos. Aunque también es poco recurrente.
  -      Naranja

## Humanos
- McKenna (con la voz de Chantal Strand): Es una niña de 7 años, siempre visita a los ositos, es muy desordenada (como se ve en el episodio de "Una huésped maleducada"), también es algo negativa, le gusta el invierno y tiene insignias de Divertosito, Generosita y Gruñosito en un listón dorado para mano.
- Emma (con la voz de Andrea Libman): Es una niña que vive en un lugar cálido, se frustra al ver que sus hermanos no la dejan jugar y dice ser buena encontrando cosas (aparece solamente en el episodio "El dilema de Emma").
- Jake (con la voz de Nika Futterman): Es un niño de 6 años que vive en una ciudad de la Tierra, aparece en la película "Sorpresas y Alegrías" y en el episodio "Viaje a la Tierra". También es amigo de Divertosito y de otros niños, le da al final del episodio un frasco de luciérnagas a Divertosito y los demás habían creído que era un frasco con mermelada.

## Antagonistas
- Ronco (con la voz de Mark Oliver): El villano principal, es también un pequeño osito pero lleva permanentemente un traje mecánico (el cual de vez en cuando se saca). Odia a los Ositos Cariñositos, y pretende destruirlos y adueñarse de Quiéreme Mucho, ya que en dicha ciudad existe un gran pozo del elemento 115 oculto y considera a los Ositos Cariñositos como una plaga, por lo que quiere aniquilarlos totalmente, para lo que despliega robots o usa artilugios extraños y engaños que por lo general se vuelve contra él.
- Señor Plumas: Es un pájaro robot que sirve de ayudante y confidente a Ronco.
- Mayordomo Robot o "TPC": Tras la defección de Tuercas, es el nuevo mayordomo robot de Ronco.
- Sargento Rocket Bottom: Otro ayudante robot de Ronco, es extremadamente torpe e inocentón al igual que Revoltosito.

## Episodios
Temporada 1

1. Con ayuda de mis amigos / La barriguita delatora

2. Celos en Flor / El rey Gruñosito

3. Helados sin Fin / Ola de Calor

4. Transformados / Vanidosito

5. Cuidadosito / Más Gruñosito que nunca

6. Alegrosita aquí y allá / Centellita

7. Cariño-bol / Burbujas

8. La pradera del color / El héroe revoltosito

9. Lo único que necesitas es... / Los comecomes

10. El Roncorizador / Para todos por igual

11. Peligrositos / Problemas en la Banda

12. Reformado / El poder de una flor

13. Gruñidos por dos / El show de talentos

Temporada 2

1. El gran viaje de Sincerosita / Frambuemoras para todos

2. Buscando desesperadamente al señor plumas / El caballero de mis sueños

3. Nublón y Nubita / La visita de McKenna

4. El día de las sorpresas / El tiempo vuela

5. ¿Quién es amigo de quién? / El regalo que faltó

6. Armoniosita en concierto / El rey de los comecomes

7. Turno Noche / El día de la no nieve

8. Barriguita en blanco / Aprendiendo a dar

9. La suerte de revoltosito / Una huésped maleducada

10. Lecciones sobre ruedas / Malas noticias

11. Olvida todo / Adiós

Especiales

12. Un amigo en problemas

13. El dilema de Emma

14. Sorpresas y alegrías

15. Viaje a la Tierra

## Películas
1. Ositos Cariñositos: La historia de Revoltosito

2. Ositos Cariñositos: Generosita es una estrella

3. Ositos Cariñositos: Al rescate

4. Ositos Cariñositos: El festival de los regalos

## Elenco
| Personaje                      | Actor original (Estados Unidos) | Actor de doblaje (Hispanoamérica) | Actor de doblaje (España) |
| Alegrosita (LA) Mimosa (ES)    | Tabitha St. Germain             | Camila Díaz Fraga                 | Ana Esther Alborg         |
| Generosita (LA) Generosa (ES)  | Tracey Moore                    | Clara Cuba                        | Inés Blázquez             |
| Revoltosito                    | Ashleigh Ball                   | Patricio Lago                     | Sara Vivas                |
| Gruñosito (LA) Quejoso (ES)    | Scott McNeil                    | Hernán Palma                      | Rafa Romero               |
| Divertosito (LA) Gracioso (ES) | Ian James Corlett               | Emiliano Dionisi                  | Adolfo Moreno             |
| Amigosito (LA)                 | Samuel Vincent                  | Pedro de La Llata                 | ¿?                        |
| Suerteosito (LA)               | Samuel Vincent                  | Marcos Abadi (un episodio)        | ¿?                        |
| Suerteosito (LA)               | Samuel Vincent                  | Leto Dugatkin (resto)             | ¿?                        |
| Dormilonsito (LA)              | Richard Ian Cox                 | Pablo Salla                       | ¿?                        |
| Ronco (LA) Maloso (ES)         | Mark Oliver                     | Adrián Wowczuk                    | Roberto Encinas           |
| Tuercas (LA)                   | Nathan Wallace                  | Horacio Yervé                     | ¿?                        |
| Nubita (LA)                    | Shannon Chan-Kent               | Judith Cabral                     | ¿?                        |
| Nublón (LA)                    | Garry Chalk                     | Mario De Candia                   | ¿?                        |
| Sorpresosita                   | Kathleen Barr                   | Aixa Díaz Fraga                   | Isacha Mengíbar           |
| Mejoramigosita (LA)            | Kathleen Barr                   | Yamila Garreta                    | ¿?                        |
| Amigosita (LA)                 | Shannon Chan-Kent               | Yamila Garreta                    | ¿?                        |
| Tiernosito (LA)                | Matt Hill                       | Carlos Celestre                   | ¿?                        |
| Amorosita (LA)                 | Terri Hawkes                    | Daiana Giselle Vecchio            | ¿?                        |
| Armoniosita (LA)               | Andrea Libman                   | Lucía Agosta                      | ¿?                        |
| Emma                           | Andrea Libman                   | Paloma Odriozola                  | ¿?                        |
| McKenna                        | Chantal Strand                  | Vanina García                     | ¿?                        |
| Deseosita (LA)                 | Chiara Zanni                    | Agustina Cirulnik                 | ¿?                        |
| Sincerosita (LA)               | Stevie Vallance                 | Valeria Gómez                     | ¿?                        |
| Jake                           | Nika Futterman                  | Ignacio Colombara                 | ¿?                        |
| Sargento Rocket Bottom         | ¿?                              | Tian Brass                        | ¿?                        |
| Mayordomo Robot o "TPC" (LA)   | ¿?                              | Tian Brass                        | ¿?                        |
| Cerebra                        | ¿?                              | Karin Zavala                      | ¿?                        |
| Lectura de títulos             | ¿?                              | Mario De Candia                   | ¿?                        |

### Voces adicionales
| - Marcelo Armand - Sergio Bermejo - Luciana Falcón Graña - Agostina Longo - Pedro Colavino Grafhó - Gianluca Pacín - Demián Velasco Rochwerger - Diego Alcalá - Laura Carbajal - Irene Guiser - Diego Barrera - Martín Gopar - Pilar Espinoza - Pablo Gandolfo |